# Palaeosepsis maculata
Palaeosepsis maculata är en tvåvingeart som först beskrevs av Oswald Duda 1926.  Palaeosepsis maculata ingår i släktet Palaeosepsis och familjen svängflugor. Inga underarter finns listade i Catalogue of Life.